# Leiocassis micropogon
Leiocassis micropogon är en fiskart som först beskrevs av Pieter Bleeker 1852.  Leiocassis micropogon ingår i släktet Leiocassis och familjen Bagridae. Inga underarter finns listade i Catalogue of Life.